# Francesc Escudero i Ribot
Francisco Escudero (Llansá, Gerona, 19 de abril de 1930 - Barcelona, 22 de febrero de 2012). Arquitecto. Hijo de maestros catalanes del Patronato Escolar de Barcelona represaliados por el franquismo, se casó con Maria Assumpta Anglès y Abella (1958) y tuvieron tres hijas: Carme, Anna y Neus. Hermano de la historiadora del arte Maria Assumpta Escudero.

## Biografía
Estudió en el Colegio de los Jesuitas de Caspe (Barcelona) y se doctoró en Arquitectura por la Universidad de Barcelona en 1955.
Dirigió un estudio de arquitectura situado en la Casa Amatller, en el Paseo de Gracia de Barcelona, con mucha actividad de los años 60 a los 80.
Como funcionario, trabajó para el Ayuntamiento de Barcelona, llegando a Director Técnico del Área Metropolitana de Barcelona, pasando a depender de la Diputación de Barcelona y posteriormente de la Generalidad de Cataluña, donde fue Jefe de servicio de Planificación, también Jefe de servicio de Gestión Urbanística y Jefe de los Servicios Territoriales en Manresa, donde permaneció hasta su jubilación.

## Obras más relevantes
Es autor o coautor de las siguientes obras destacadas:
- Iglesia de San Luis Gonzaga (Barcelona)
- Iglesia de San Juan Bosco, en la avenida Meridiana (Barcelona)
- Estación de esquí de Baqueira Beret (Valle de Arán)
- Estación de esquí de Boí Taüll Resort y ordenación del plano de las ermitas (Valle de Bohí)
- Escola Virolai (Carmel, Barcelona)
- Colegio de Jesuitas de la Sagrada Familia (Horta (Barcelona)
- Ampliación de la escuela primaria del Liceo Francés (Sarrià, Barcelona)
- Ampliación de la escuela Garbí en la calle Borrell (Barcelona)
- Comunidad de vecinos en Sarrià-Pedralbes: Casa Ponsich (c / Bosch i Gimpera y Enrique Giménez); Fincas Pedralbes (c / Manuel Girona); Comunidad de la c / Cavallers; Fincas Pulido (c / Enrique Giménez)
- Sede de Catalana Occidente (San Cugat del Vallés)
- Oficinas de Cementos Molins (San Vincente dels Horts)
- Barrio de Can Serra años 70 (Hospitalet de Llobregat)
- Casas de la Cooperativa Gracienca años 60 y 70 (Barcelona)
- Casas de la Costa Brava
- Grupo de casas en la finca de la antigua fábrica Tecla Sala (Riera Blanca, entre Barcelona y Hospitalet)
- Restauración de la tumba de Wifredo el Velloso (Monasterio de Ripoll)